# Super Mario Kart
Super Mario Kart (In het Japans: スーパーマリオカート) is een racespel, ontwikkeld en uitgegeven door het Japanse bedrijf Nintendo in 1992. Het spel kwam uit voor de SNES, Virtual Console en Wii U. Het spel is het eerste deel uit de serie van Mario Kart en is met een verkoopcijfer van zo'n acht miljoen exemplaren wereldwijd, het derde bestverkochte SNES-spel ooit. In Super Mario Kart hebben spelers keuze uit acht verschillende spelfiguren, met elk hun eigen capaciteiten, waarmee ze willen racen.
In de singleplayermodus kan de speler het opnemen tegen computergestuurde tegenstanders in multi-race cups, verdeeld over drie moeilijkheidsgraden. Tijdens een race kunnen snelheidsboosts gebruikt worden om tijdelijk sneller te rijden. In de singleplayer kunnen spelers ook tegen de klok racen en een zo goed mogelijke prestatie neerzetten om een record te vestigen. In de optie van de multiplayer kunnen twee spelers deelnemen aan een cup of tegen elkaar racen in de Match Race Mode. Een andere multiplayermodus bevat de  Battle Mode, waarin spelers elkaar bekogelen met voorwerpen. Hierbij worden racers uitgeschakeld door telkens drie ballonnen stuk te maken. Nintendo zag het succes en een vervolg kon dan ook niet uitblijven.
Super Mario Kart ontving positieve beoordelingen van critici en werd geprezen voor zijn presentatie, innovatie en het gebruik van Mode 7-graphics. Het spel werd al snel opgenomen in de lijst van beste videospellen ooit gemaakt en vele websites waaronder Edge, The Age en GameSpot erkende Super Mario Kart als een van de beste spellen in lange tijd. Wegens het succes van Super Mario Kart, probeerden talloze ontwikkelaars zijn succes te evenaren. Het spel ligt aan de basis van de uitbreiding van de Mario-serie. De serie van Mario Kart werd dan ook gezien als een van de beste spelfranchises ooit. Tot op heden (2015) kent Super Mario Kart zeven opvolgers, telkens uitgebracht op een andere spelconsole of handheld. Twee spellen uit de serie werden zelf uitgebracht voor de Arcade. Al deze spellen kregen positief commentaar en werden telkens enthousiast ontvangen door het publiek en de media.

## Platforms
Sinds 2 april 2010 kan Super Mario Kart via de Virtual Console van de Nintendo Wii worden gespeeld. In 2013 volgde een release voor de Wii U.
| platform              | jaar |
| --------------------- | ---- |
| SNES                  | 1992 |
| Wii Virtual Console   | 2009 |
| Wii U Virtual Console | 2013 |
| SNES Classic Mini     | 2017 |

## Gameplay
In Super Mario Kart staat het karten centraal. Er zijn zowel verschillende singleplayer- als multiplayermodi aanwezig. Gedurende het spel hebben spelers controle over een van de acht beschikbare spelpersonages en ook kan men een keuze maken uit een gamma van karts en gethematiseerde racebanen. Tijdens een race staat de camera steeds achter de karter en dit beeld zal gedurende een hele koers aanhouden. In de singleplayermodus zal er wel een apart scherm verschijnen waarin het gebied achter de kart wordt weergegeven, in de vorm van een filmpje. In de racemodus is het de bedoeling om een zo hoog mogelijke ranking neer te plaatsen door computergestuurde tegenstanders of andere spelers voorbij te steken, of een zo goed mogelijke tijd neer te zetten op een bepaald circuit. Het spel bevat ook een Battle Mode, waarin spelers elkaar of andere computergestuurde tegenstanders kunnen aanvallen.
Tijdens races kunnen spelers power-ups (voorwerpen die voor de speler het rijden positief beïnvloeden) verzamelen door voorwerptekens te breken, die verspreid liggen over een racebaan. Voorbeelden van power-ups zijn schilden en bananenschillen, die spelers tijdelijk doen afremmen in hun race naar de finish. Een ster als power-up maakt een speler dan weer onsterfelijk, zodat hij andere spelers van de baan kan stoten en een stukje dichter komt bij de eindmeet en de eerste plaats. Computergestuurde spelers hebben specifieke, speciale krachten die geassocieerd zijn met elk karakter. Ze hebben dan ook de mogelijkheid om deze gedurende een race te gebruiken. In competitieve wedstrijden van de racemodi kunnen munten opgeraapt worden in elk circuit. Hoe meer munten een speler verzamelt, hoe sneller hij zal rijden en hoe meer hij beschermt is tegen power-ups van tegenstanders. Als een speler wordt aangevallen, zal hij één munt verliezen. Ook het rijden in een afgrond en geraakt worden door power-ups worden bestraft met enkele munten. Spelers hebben de mogelijkheid om een power slide uit te voeren in de buurt van hoeken in een parkoers. Hierdoor krijgen spelers een snelheidsboost als deze goed wordt uitgevoerd. Te lang power sliden resulteert in een tijdelijk controleverlies van de kart. Spelers kunnen ook een korte sprong uitvoeren met hun kart en dit heeft positieve gevolgen voor de besturing in een bocht of om sommige obstakels te omzeilen. Critici prezen Super Mario Kart voor zijn gameplay en beschouwen de Battle Mode als "verslavend" en de singleplayer-gameplay als "ongelooflijk". Ook website IGN was enthousiast over de gameplay, die volgens hen goed bij het genre past.

## Spelmodi
Super Mario Kart heeft twee singleplayermodi: Mario Kart GP en Time Trial. In Mario Kart GP racet één speler tegen zeven computergestuurde tegenstanders in een reeks van vijf races, oftewel een cup. Standaard zijn er drie verschillende cups aanwezig in het spel: de Mushroom Cup, de Flower Cup en de Star Cup. Elk van deze cups hebben drie moeilijkheidsgraden: 50cc, 100cc en 150cc. Hoe meer cc, hoe hoger de snelheid en het moeilijkheidsniveau van de tegenstanders. Als elke cup in de moeilijkheidsgraad 100cc wordt gewonnen, wordt er een nieuwe, vierde cup aan het spel toegevoegd: de Special Cup. Als ook deze cup in 100cc wordt uitgespeeld, wordt de moeilijkheidsgraad 150cc ook toegevoegd aan het spel. Elke cup telt vijf verschillende circuits met elk vijf rondes. Dat wil zeggen dat een speler vier keer over de finishstreep moet rijden om het parkoers te voltooien. Om een volgend circuit te spelen moeten spelers minstens vierde eindigen op een bepaald parkoers. Als een speler vijfde eindigt of lager, dan moet het circuit opnieuw gespeeld worden of dan kan de speler terugkeren naar het hoofdmenu. In de eindranking van een circuit worden telkens punten uitgedeeld. Deze punten zijn van cruciaal belang omdat ze uiteindelijk de eindscore bepalen. Een speler die vierde eindigt krijgt één punt, een derde plaats is goed voor drie punten, een tweede plaats komt overeen met zes punten, en de eerste plaats wordt beloond met negen punten. Na een cup worden alle punten opgeteld en de winnaar is de racer met het hoogste puntenaantal. In Time Trial krijgt de speler dezelfde circuits als die van de Grand Prix voorgeschoteld, alleen zijn er geen tegenstanders aanwezig en worden er dus geen punten toegekend. Elke race kan alleen individueel gestart worden en dus niet in cup. In deze modus moet de speler een zo goed mogelijke rondetijd afleggen. Het is dus een race tegen de klok.
Naast de singleplayermodi komt ook multiplayer aan bod in Super Mario Kart. Binnen deze spelmodus zijn er nog eens drie andere modi voor spelers beschikbaar: Mario Kart GP, Match Race en Battle Mode. De multiplayermodi kan enkel gespeeld worden door twee spelers. Tijdens de race is het scherm in twee verdeeld en behoort het bovenste spelscherm aan speler 1 toe, en het onderste aan speler 2. Het scherm van speler 2 werd in de singleplayerstand trouwens gebruikt als map van het circuit. Deze map is niet meer van toepassing in de multiplayerstand. Mario Kart GP is ongeveer dezelfde modus als die van de singleplayerstand, alleen is er het verschil dat twee spelers het opnemen tegen zes computergestuurde tegenstanders. Match Race biedt de twee spelers de kans om individueel, zonder tegenstanders, tegen elkaar te racen op een bepaald circuit. Ten slotte kunnen de twee spelers het ook individueel tegen elkaar opnemen in de Battle Mode, alleen wordt hier niet gestreden om de eerste plaats. Er is geen finishlijn aanwezig en de circuits hebben de vorm van een gevechtsarena. Het is de bedoeling dat de spelers elkaar bekogelen met power-ups die ze onderweg tegenkomen. Elke speler start met drie ballonnen en elke aanraking met een power-up laat telkens één ballon verdwijnen. De winnaar is de speler die als eerste alle ballonnen van zijn tegenspeler weet te knappen.

## Coureurs
Super Mario Kart kent acht verschillende spelfiguren uit de Mario-serie: Mario, Luigi, Princess Toadstool, Yoshi, Bowser, Donkey Kong Jr., Koopa Troopa en Toad. Elk spelpersonage heeft verschillende capaciteiten en verschillende levels in de topsnelheid, acceleratie en het sturen. Tijdens races hebben computergestuurde personages eigen, speciale voorwerpen ter beschikking. Deze krachten kunnen de spelers gebruiken wanneer ze dat willen. Deze krachten zijn specifiek naar elk personage toe. Yoshi laat bijvoorbeeld Yoshi-eieren op het wegdek vallen, zodat andere spelers die deze obstakels raken, even de controle van de kart verliezen of munten verliezen.
| Karakter           | Snelheid | Opstartvermogen | Sturen | Gewicht | Computermogelijkheid |
| ------------------ | -------- | --------------- | ------ | ------- | -------------------- |
| Bowser             | 4/4      | 1/4             | 1/4    | 4/4     | Fireball             |
| Donkey Kong Jr.    | 4/4      | 1/4             | 1/4    | 4/4     | Banana peel          |
| Mario              | 3/4      | 2/4             | 2/4    | 3/4     | Star                 |
| Luigi              | 3/4      | 2/4             | 2/4    | 3/4     | Star                 |
| Yoshi              | 2/4      | 4/4             | 3/4    | 2/4     | Yoshi Egg            |
| Princess Toadstool | 2/4      | 4/4             | 3/4    | 2/4     | Shrinking Mushroom   |
| Koopa Troopa       | 1/4      | 3/4             | 4/4    | 1/4     | Green Koopa Shell    |
| Toad               | 1/4      | 3/4             | 4/4    | 1/4     | Shrinking Mushroom   |

## Circuits
De circuits in Super Mario Kart zijn voornamelijk gebaseerd op de locaties uit de Mario-series. Onder andere Bowser's Castle en Donut Plains uit Super Mario World maken hun intrede als racebaan. Elk van de vier verschillende cups bevat vijf parkoersen, wat resulteert in een totaal van twintig circuits. In Battle Mode zijn er vier verschillende gevechtsarena's aanwezig. De randen van elke racebaan zijn afgebakend met onbetreedbare barrières en vele bochten, waarin spelers een power-slide kunnen uitvoeren. In gethematiseerde circuits zijn er ook verscheidene obstakels aanwezig, zoals de Thwomps in Bowser's Castle, de springende vis van Super Mario World in Koopa Beach en buis-barrières die teruggevonden kunnen worden in de Mario Circuits. Er zijn ook obstakels die spelers kunnen afremmen, zoals de mud bogs in de Choco Island-racebanen. Elke racebaan in de singleplayermodus is gevuld met munten en power-ups, maar ook snelheidsboosts en kleine schansen worden regelmatig opgemerkt op een bepaald circuit.
De racebanen kregen positieve commentaar van GameSpy, die het beschreven als "Fantastisch ontworpen" en IGN noemde de circuits zelfs "Perfect". In 2008 werd een lijst opgesteld van beste racebanen uit de geschiedenis van Mario Kart. De website 1UP.com noemde Battle Mode Course 4 tot nummer drie in de lijst, en de Rainbow Road uit het spel kreeg volgens de website de eerste plaats. Sommige racebanen die erg gethematiseerd waren, zoals Bowser's Castle, Rainbow Road en de griezel-parkoersen, kwamen steeds terug in de opvolgers van Super Mario Kart. Zo kent elk sequel een eigen, geüpdatete versie van bijvoorbeeld Bowser's Castle en Rainbow Road. Alle twintig aanwezige racebanen uit het spel waren in Mario Kart: Super Circuit, een van de opvolgers van Super Mario Kart, als extra aanwezig. Remakes van Mario Circuit 1, Donut Plains 1, Koopa Beach 2 en Choco Island 2 kwamen voor als deel van de Retro Grand Prix in Mario Kart DS en remakes van Ghost Valley 2 en Mario Circuit 3 kwamen voor als deel van de Retro Cup in Mario Kart Wii. In Mario Kart 7 komt Mario Circuit 2 en Rainbow Road terug en in Mario Kart 8 Donut Plains 3.
Mushroom Cup
- Mario Circuit 1
- Donut Plains 1
- Ghost Valley 1
- Bowser Castle 1
- Mario Circuit 2

Flower Cup
- Choco Island 1
- Ghost Valley 2
- Donut Plains 2
- Bowser Castle 2
- Mario Circuit 3

Star Cup
- Koppa Beach 1
- Choco Island 2
- Vanilla Lake 1
- Bowser Castle 3
- Mario Circuit 4

Special Cup
- Donut Plains 3
- Koppa Beach 2
- Ghost Valley 3
- Vanilla Lake 2
- Rainbow Road

## Gevechtsarena's
- Battle Course 1
- Battle Course 2
- Battle Course 3
- Battle Course 4

## Ontvangst
Super Mario Kart heeft zijn kritisch en commercieel succes bewezen. Jaren na de eerste release van het spel, werd er een speciale "Player's Choice"-editie op de markt gebracht. Hieraan vooraf werd het spel één miljoen keer verkocht. Hedendaags is het spel met meer dan acht miljoen verkochte exemplaren het derde meest verkochte videospel ooit voor de SNES. Game Rankings en MobyGames verzamelden vele recensies en eindscores van het spel van verschillende kritische websites. Uiteindelijk haalde Super Mario Kart bij beide websites meer dan 90 procent. Websites GameStats en TopTenReviews kwamen aan een totaal van meer dan 80 procent. De Mode 7-graphics werden massaal geprezen door critici; in 1992 beschreef Nintendo Magazine System deze techniek als geweldig en de graphics werden gezien als de beste ooit in een SNES-spel. Ook de gameplay werd positief onthaald. Vooral Thunderbolt was erg onder de indruk en noemde de gameplay "de diepste en meest verslavende gameplay op de SNES". Nintendo Magazine System gaf zijn voorkeur aan de multiplayermodi van het spel en stelde vast dat "ondanks de singleplayermodi snel saai worden, de multiplayermodi zijn plezier blijft behouden". Thunderbolt en HonestGamers, websites, gaven het spel een vrijwel perfecte score. Het gebruik van de stijl van karakters uit de Mario-serie werd zeer geapprecieerd. Andere websites beschreven Super Mario Kart als "geslagen goud", wat niet van toepassing was op andere spellen, zelfs niet op de sequels van het spel. Website GameSpot benoemde het spel tot een van de grootste en beste spellen ooit uitgebracht in de videospellengeschiedenis, dankzij zijn innovatie, gameplay en visuele stijl.
Sinds zijn release werd Super Mario Kart gelijst als een van de beste videospellen ooit gemaakt. Website IGN rankte het als 15de beste spel ooit in 2005. IGN beschreef het spel als "Het originele karter-meesterstuk". Super Mario Kart eindigde 23ste in de lijst van beste spel, dat gebeurde in 2007. The Age plaatste het spel op nummer 19 op zijn lijst van 50 beste spellen, in 2005. In 2007 rankte Edge Magazine Super Mario Kart op nummer 14 in hun lijst van 100 beste spellen. Het spel werd ook geplaatst in Yahoo Games' lijst van honderd beste spellen in tijden, met geprezen commentaar over de power-ups en de spelfiguren. Op 1UP.com staat het spel in de lijst van "Essential 50", een lijst van de meest belangrijke spellen ooit gemaakt.
| Bron                      | Score    |
| ------------------------- | -------- |
| Allgame                   | 5*       |
| Electronic Gaming Monthly | 8.5 / 10 |
| GamePro                   | 5 / 5    |
| Nintendo Magazine System  | 92 / 100 |
| Nintendojo                | 9.5 / 10 |
| HonestGamers              | 10 / 10  |
| Thunderbolt               | 10 / 10  |
| Cubed³                    | 9 / 10   |
| Reviewcompilaties         |          |
| Game Rankings             | 95%      |
| GameStats                 | 8.9 / 10 |
| MobyGames                 | 93 / 100 |
| TopTenReviews             | 3.3267/4 |

## Trivia
- Het spel is opgenomen in het boek 1001 Video Games You Must Play Before You Die van Tony Mott.